# Reinhard Lettmann
Reinhard Lettmann (ur. 9 marca 1933 w Datteln  – zm. 16 kwietnia 2013 w Betlejem) – niemiecki duchowny rzymskokatolicki, biskup Münsteru w latach 1980-2008.
Święcenia kapłańskie otrzymał 21 lutego 1959. 18 stycznia 1973 papież Paweł VI mianował go biskupem pomocniczym diecezji Münster, ze stolicą tytularną Rotaria. Sakry biskupiej udzielił mu bp Heinrich Tenhumberg.
11 stycznia 1980 Jan Paweł II mianował go ordynariuszem diecezji münsterskiej.
28 marca 2008 papież Benedykt XVI przyjął jego rezygnację z urzędu złożoną ze względu na wiek.
W 2013 odznaczony Krzyżem Oficerskim Orderu Zasługi Rzeczypospolitej Polskiej.